# Keppy Ekpenyong
Keppy Ekpenyong Edet Bassey-Inyang es un veterano actor nigeriano que recibió un reconocimiento del Gremio de Actores de Nigeria en 2018 por sus contribuciones a Nollywood. La inscripción en la placa del premio dice "En reconocimiento a su excelente servicio, dedicación y compromiso con el desarrollo de la industria cinematográfica de Nigeria.”

## Biografía
Ekpenyong nació el 21 de marzo en el Hospital Militar, Yaba, en el estado de Lagos, y es oriundo del Estado de Akwa Ibom. Recibió toda su educación en Nigeria. Asistió a la Universidad de Calabar en el estado de Cross River y obtuvo una Licenciatura en Lingüística y en 1982 obtuvo una Maestría en Derecho Internacional y Diplomacia de la Universidad de Lagos.

## Carrera profesional
Comenzó a adquirir habilidades de actuación durante su servicio en el Cuerpo Nacional de Servicio Juvenil (CNSJ) en la estación de televisión de noticias del canal NTA. El plan es un servicio nacional obligatorio de un año para todos los graduados de Nigeria. Ekpenyong trabajó en el Departamento de Programas y como pasante bajo la supervisión del director nigeriano; Tade Ogidan. En 1987 y 1988 se formó y participó en teatro, escritura de guiones, doblaje, producción y presentación. Después de su servicio en el CNSJ, participó en la telenovela Ripples, donde interpretó el papel principal. En 1993, coprodujo una película titulada Unforgiven Sin.
En 2018, la décima edición de la premiación Best of Nollywood fue presentada por él junto con la comediante nigeriana Helen Paul.

## Premios
- Ganó el premio City People Movie Lifetime Achievement Award en los City People Entertainment Awards.[8][9]
- Premio de reconocimiento (2018) del Gremio de Actores de Nigeria.[2][10]

## Filmografía seleccionada
- Black Mamba (2002)
- Princess Butem (2003)
- Turn Table (2004)
- Schemers: Bad Babes (2004)
- Little Angel (2004)
- Dark Secret (2004)
- Too Much Money (2005)
- The Barons (2005)
- Emotional Hazard (2005)
- Anini (2005)
- Total Control (2006)
- Lady of Faith (2006)
- The Accursed (2007)
- On Bended Knees (2007)
- Life Bullet (2007)
- Double Game (2007)
- Changing Faces (2008)
- Smoke & Mirrors (2008)
- Inale (2010)
- Conversations at Dinner (2013)
- St. Mary (2014)
- 93 Days (2016)
- Hire a Man (2017)
- Nneka the Pretty Serpent (2020)

### Series de televisión
- Dere (TV Series, 2017)
- King of Boys: The Return of the King (2021)[11]